# Haláli hullák
A Haláli hullák (eredeti cím: Dead Like Me) egy amerikai-kanadai tévésorozat, mely a Washington állambeli Seattle-ben játszódik, Ellen Muth főszereplésével. Kitalálója Bryan Fuller, aki azonban öt rész után távozott, mivel vitába keveredett a sorozatot készítő MGM stúdióval a cselekményvonal további alakításával kapcsolatosan. Helyét a későbbiekben John Masius vette át. A sorozat két évadot ért meg, az első évad 14, míg a második évad 15 epizódból áll. Az utolsó részt 2004. október 31-én sugározták, több epizód nem készült. Magyarországon a Cool TV tűzte műsorára az első részt 2008. március 3-án, majd 11 epizód után a csatorna minden előzetes jelzés nélkül levette műsoráról a sorozatot annak ellenére, hogy mind a 12. mind a 13. rész ajánlóját közzé tette weboldalán. Helyére az X-akták ismétlése került. 2008. június 20-án a sorozatot a Poén! tűzte műsorára, 2008. július 5-étől a Sorozat+ sugározta.
2007 nyarán fejezték be a történetből készült film, a Dead Like Me: Life After Death forgatását, amelyet 2008 nyarán terveztek kiadni DVD-n az USA-ban, azonban a megjelenést elhalasztották egy későbbi időpontra. A megjelenés új dátumát 2009. február 17-re tűzték ki, de a kanadai tévénézőkhöz már 2009 januárjában eljutott a film a Super Channel csatorna műsorán. A filmben két szereplő kivételével a régi szereplőgárda játszik, Mandy Patinkin, és Laura Harris nem tudták vállalni a szereplést. A siker függvényében elképzelhető, hogy folytatni fogják a sorozatot.
A sorozat főhőse és narrátora a 18 éves szarkasztikus és flegma Georgia „George” Lass. George a sorozat bevezető epizódjának első perceiben meghal, hátrahagyva családját, akikkel nem volt felhőtlen a kapcsolata. Csatlakozik az élő-holtakhoz, kaszás lesz belőle. Hamarosan megtanulja, hogy a kaszások feladata elragadni az emberek lelkét közvetlenül a haláluk pillanata előtt, és támogatni őket, amíg át nem kelnek a túlvilágra. A sorozat általános jellemzője a fekete humor.

## Az alaptörténet
|  | Alább a cselekmény részletei következnek! |

George Lass egy csípős nyelvű, cinikus, flegma 18 éves lány, aki mindennel elégedetlen, semmi sem tetszik neki, nem tudja, mit kezdjen az életével. A családja nem érdekli, az érte rajongó 10 éves kishúgát pedig egyszerűen levegőnek nézi. Miután kilépett a főiskoláról, anyja nem hagy neki más választást, mint hogy munkát keressen és dolgozzon. George a Happy Time nevű cégnél kap munkát, ahol aktákat kell válogatnia. Ez azonban nem tart sokáig, mert élete első munkanapjának ebédszünetében életét veszti. A Föld légkörébe belépő Mir űrállomásról leszakadó vécéülőke fejen találja délután 1 óra után 5 perccel. A pontos időt George-tól kérdezi meg a lelkét kiragadó kaszás az első epizód 13. percében, közvetlenül a szerencsétlenség bekövetkezte előtt.
George azonban nem kel át a túlvilágra, hanem az élők világában marad, és hamarosan megtudja, hogy ő is a kaszásokhoz fog csatlakozni. Az lesz a feladata, hogy kiragadja az emberek lelkét a testükből, közvetlen a haláluk pillanata előtt, és segítse őket, amíg azok át nem kelnek a túlvilágra. George a kaszások külső behatásokkal foglalkozó csoportjába kerül, gyilkosságokban, balesetekben elhunytakkal és öngyilkosokkal kell törődnie. Egy kis csapathoz csatlakozik, ahol főnöke, és társai segítik. A kaszásoknak ugyanúgy lakásra és ételre van szüksége, mint az élőknek, így dolgozniuk is kell, ezért még inkább haragszik a világra. George ugyanazon a munkahelyen vállal állást ahol életében is dolgozott, a Happy Time-nál. A lány az új helyzettel nagyon nehezen tud megbarátkozni, amivel elég sok galibát okoz magának és környezetének is. Többször hazalátogat családjához észrevétlenül, megpróbál kibújni a kaszás léttel járó felelősség alól, ami azonban rendszerint balul sül el. Kalandjai során különös (olykor vicces, olykor szomorú) helyzetekbe keveredik, és sok újat tanul az életről, valamint az emberi kapcsolatokról.
A család nehezen dolgozza fel George halálát. Kishúga, Reggie, viseli a legnehezebben, aki nővére halála után furcsán kezd viselkedni, amivel megrémíti anyját. Vécéülőkéket lop, elpusztult állatokat szed össze, és hazaviszi azokat.

## A szereplők

### Kaszások
- Georgia "George" Lass (Ellen Muth): A történet 18 éves főhőse és egyben a sorozat narrátora. Kilépett a főiskoláról, nem tudja, mihez kezdjen az életével. Egy irodánál talál munkát, azonban első munkanapjának ebédszünetében halálos baleset éri. 1 óra után 5 perccel a légkörbe belépő Mir űrállomásról leszakadó vécéülőke eltalálja és megöli. Halála után itt marad az élők közt és kaszássá válik. Hogy élelemhez és lakáshoz juthasson, a Happy Time nevű cégnél vállal munkát Mildred „Millie” Hogan álnéven, ahol halála előtt is dolgozott.[12] Nehezen barátkozik meg új helyzetével.

- Rube Sofer (Mandy Patinkin): George, és a többi kaszás főnöke a csoportban. Ő kapja a listát amin az áll, hogy ki, hol és mikor fog meghalni. Ezeket sárga Post-it cetlikre jegyzi fel, amiket aztán továbbad a kaszásoknak, akik azok alapján végzik a munkájukat.[11] Komolyan veszi a feladatát. Ha erről van szó, mindig nagyon szigorúan a bánik többiekkel. Ő karolja fel George-ot a balesete után.

- Mason (Callum Blue): 1966-ban vesztette életét 27 évesen. Az öntudat egy magasabb szintjére akart jutni, ezért hogy stimulálja az agyát, egy lyukat fúrt a saját fejébe.[12] A kaszás lét mindennapjait tolvajként éli az alkohol és a drog rabjaként. Mindennek ellenére a többi kaszással jó a viszonya.

- Roxy Harvey (Jasmine Guy): Ő egy határozott, szemtelen, magányos kaszás. Parkolóőrként dolgozik, hogy biztosítsa mindennapi megélhetését.

- Daisy Adair (Laura Harris): A 6 epizódban láthatjuk először a kaszások között. Színésznő, elmondása szerint az Elfújta a szél című film forgatása közben halt meg.[14]

- Betty Rhomer (Rebecca Gayheart): 1926-ban halt meg 27 évesen.[15] Kedvtelésből leugrott egy szikláról, ami végzetesnek bizonyult. A kaszások között egyedül ő tűnik kiegyensúlyozottnak. Mindenkiről készít egy fényképet a haláluk pillanata előtt, amiket szatyrokba szortíroz szét aszerint, hogy ki milyen típusú személyiség volt. George és Betty egyre jobb barátokká válnak, azonban Betty hirtelen elhatározásból átkel a túlvilágra az egyik lélekkel.[16]

### Család
- Reggie Lass (Britt McKillip): George 10 éves húga, akiről nővére úgy nyilatkozott, hogy felőle akár láthatatlan is lehetne. Reggie-t ennek ellenére nagyon mélyen érinti nővére halála, a baleset után nagyon furcsán kezd viselkedni. Ellopja a környéken lévő házakból és az iskolájából a vécéülőkéket, és azokat esténként egy a házukhoz közeli fára aggatja, máskor pedig elpusztult állatokat visz haza.

- Joy Lass (Cynthia Stevenson): George édesanyja, 41 éves, a szűz jegyében született. Titkárnőként dolgozik, kedvenc időtöltése a korcsolyázás, szeret olvasni. Betegesen retteg a lufiktól. A „nedves” szót gyűlöli, mert úgy gondolja, hogy pornográf. Igyekszik mindent rendszerezni maga körül.

- Clancy Lass (Greg Kean): George édesapja, 43 éves, a rák jegyében született. Az angol nyelv elismert egyetemi professzora. George elmondása szerint viszonya van az egyik végzős hallgatójával.

### Happy Time alkalmazottak
- Delores Herbig (Christine Willes): George (Millie) főnöke a Happy Time-nál. Optimista, mindenhez és mindenkihez pozitívan áll hozzá. George még a balesete előtt hozzá megy állásinterjúra, ahol egy cinikus megjegyzésével megsérti a hozzá barátságosan közelítő Delorest. Mikor a balesete után George újra munkába áll (immáron mint Millie), munkahelyi kapcsolatuk már jobban alakul.

- Crystal Smith (Crystal Dahl): Recepciós George munkahelyén. George nem jön ki túl jól vele, de később fegyverszünetet kötnek egymással.

## A kaszások
Habár a sorozat főcímében hosszú, fekete csuklyás köpenyben és kaszával a kezükben járnak-kelnek a halandók között, a történetben ez soha nem fordul elő. Teljesen átlagos a megjelenésük, úgy néznek ki, mint bárki más, azonban feladatuk nem szokványos: elragadják az emberek lelkét közvetlenül a haláluk előtt, és támogatják őket, amíg át nem kelnek a túlvilágra.
Az elragadott lelkek egy átjárón keresztül távoznak el, amely minden elhunyt esetében különböző. Egy olyan hely formájában jelenik meg, ahová az illető mindig is vágyott. Ez az átjáró csak rövid ideig áll nyitva és a léleknek ez alatt át kell kelnie. Azonban erre kényszeríteni nem lehet senkit sem, így az is a kaszások feladatának részét képezi, hogy az ellenálló lelkeket rábeszélje a továbblépésre.
A halálnak van egy listája arról, hogy ki, mikor és hol fog meghalni. A halála előtt mindenki mellé küldenek egy kaszást, aki keze egyetlen érintésével kiragadja a távozó lelkét. A kaszás a rábízott feladatot mindenképp köteles végrehajtani, az másra nem ruházható át. Az áldozatok megtalálása olykor rendkívüli kihívásnak bizonyul, mert csak kevés információ áll rendelkezésre, melyet a kaszás egy sárga postit cetlin kap meg. A cédulán mindössze az áldozat vezetékneve és keresztnevének első kezdőbetűje, halálának helye, és várható időpontja (HVI) olvasható. A kaszás minél kevesebbet tud az áldozatról, annál könnyebben marad kívülálló. A lelket mindenképp el kell távolítani az áldozat testéből, különben a halál után is a test börtönében ragad, és kínokat él át egészen addig, amíg a kijelölt kaszás ki nem szabadítja onnan.
A halál bekövetkeztét nem lehet megakadályozni, mert ekkor a test ugyan tovább él, de benne a lélek elsorvad, mindennek ellenére egy esetben mégis életben maradhat a kiszemelt. Ha nem tartózkodik a megadott helyen a számára kijelölt időben, akkor tovább élhet és a halál majd csak egy későbbi időpontban jön el érte. A kaszások ilyen szándékkal sem befolyásolhatják a halálhoz vezető körülményeket. Ha mégis ezt teszik, akkor ugyan megmentik az illetőt, azonban ezzel olyan események láncolatát indíthatják be, ami több másik ember idő előtti halálát okozhatja.
A kaszások különböző csoportokra oszlanak aszerint, hogy milyen típusú halálnemekkel foglalkoznak. Minden csoportnak van egy vezetője, ő kapja a haláltól a listát és osztja ki a csoportjába tartozó kaszásoknak. A kaszások bizonyos számú lélek elvétele után előlépnek, azonban sosem tudják, hogy ez hány eset után következik be. Ilyenkor automatikusan az utolsóként elragadott személy lép a kaszás helyébe, ő lesz az új kaszás.
A kaszások valódi emberi testtel rendelkeznek, azonban nem öregszenek, gyorsabban gyógyulnak, az élőkkel és a halottakkal is kommunikálhatnak. Fizikai megjelenésük különbözik attól, mint amilyen az a haláluk előtt volt, így az élők nem ismerhetik fel őket. Csak kaszások láthatják úgy egymást, ahogyan valójában életükben is kinéztek. A sorozatban néhány alkalommal a nézőknek megmutatják, hogy milyennek látják George-ot az élők, ilyenkor őt Laura Boddington alakítja.

## A hantolók
Ugyan az elhunytak lelkét a kaszások ragadják el, az áldozatok haláláról nem ők tehetnek, hanem a hantolók. Mindig megjelennek a haláleset helyén, ők okozzák a végzetes baleseteket, biztosítják az élet és a halál egyensúlyát, ami semmiképp sem borulhat fel. A hantolók az élők számára láthatatlanok. A kaszások látják őket, kivéve akkor, ha pontosan rájuk néznek.
Ha egy kaszás nem végzi el a rábízott feladatot, vagy meghiúsítja a halál bekövetkeztét, akkor a hantolók egészen addig zaklatják, amíg végül el nem ragadja a kijelölt lelket. George-nak a történet folyamán ezt többször is el kell szenvednie.
Ha valaki meghal, úgy, hogy számára még nem jött el az idő, és a lelkét nem távolítják el időben, hantolóvá válik.

## DVD kiadás
A sorozat mindkét évada megjelent DVD-n az USA-ban.

### Első évad
Kiadás dátuma:
2004. június 15.
A lemezek tartalma:
- Az első évad összes epizódja
- A szereplők audiokommentárja a bevezető epizódhoz
- 30 percnyi kimaradt jelenet
- Behind the Scenes - rövidfilm
- The Music of Dead Like Me - rövidfilm
- Fotógaléria
- A második évad ajánlója

### Második évad
Kiadás dátuma:
2005. július 19.
A lemezek tartalma:
- A második évad összes epizódja
- Dead Like Me Again - rövidfilm
- Putting Life Into Death - rövidfilmek a számítógépes trükkökről
- Több mint 10 percnyi kimaradt jelenet
- Fotógaléria

## Jelölések
A sorozatot több díjra is jelölték.
- Szaturnusz-díj
  - Legjobb televíziós színésznő - Ellen Muth (2004.)
  - Legjobb sorozat (2004., 2005.)

- Emmy-díj
  - Legjobb zene televíziós sorozatban - Stewart Copeland (2004.)
  - Legjobb speciális vizuális effektek televíziós sorozatban (2004.)

- Image-díj
  - Legjobb televíziós mellékszereplő - Jasmine Guy (2005.)

- IHG-díj (International Horror Guild)
  - Legjobb sorozat (2004.)

- Golden Satellite-díj
  - Legjobb televíziós színésznő - Ellen Muth (2004.)

### Magyar nyelvű oldalak
- A sorozat a Cool TV oldalán
- Dead Like Me Hungary - magyar rajongói oldal